# 茶屋の辻の戦い
茶屋の辻の戦い（ちゃやのつじのたたかい）、または竹田の戦い（たけたのたたかい）は、西南戦争中の1877年に、現在の大分県竹田市竹田茶屋の辻付近で起きた戦闘である。豊後方面（大分県）へ侵攻した西郷隆盛軍の一部が竹田付近を占領していたのを、政府陸軍の部隊が攻撃して敗走させた。

## 経過
西郷軍による熊本城の攻囲戦が失敗に終わった後、西郷軍の野村忍介が率いる奇兵隊2000名は、大分への進撃を図り、5月13日、竹田の町を占領した。竹田には1800人の西郷軍が集結し、新たに竹田の士族からなる堀田政一以下の報国隊600人も加わった。西郷軍は、竹田を拠点に鶴崎方面へも出没した。
これを知った政府軍は、熊本から阿蘇山の外輪山を越える100kmの道に兵を送り、壮絶な白兵戦となった。主戦場となったのは、岡城の支城であった鬼ヶ城、茶屋の辻と呼ばれた辺りになる。290年前には豊薩合戦で城主志賀親次が1000名の兵で3万の島津軍に勝利した決戦場と同じ場所である。
5月29日、政府軍は総攻撃を行った。要害堅固な山城に立て籠もった西郷軍であったが、装備に勝る政府軍に押されて臼杵方面に敗走、ここでも田原坂の戦いと同じ様に政府軍の勝利となった。

## 結果
死者の数は1,000名、焼失した家屋は1,500軒とも言われる大きな犠牲を出した戦いだった。竹田の町は、武家屋敷通りなどは残ったものの、城下町の大部分が焼失した。茶屋の辻には西郷軍の遺骸を葬った千人塚が残されている。
佐伯警察所属の藤丸宗造警部は、延岡への西郷軍侵入を熊本の政府軍へ報告した帰路に西郷軍に捕えられ、西郷軍への参加を求められるが拒んだため、5月23日に稲葉川の河原で処刑された。偵察中に捕らえられたとの説もある。その遺徳を偲んで、処刑された河原近くの西光寺には朝倉文夫作の藤丸警部像が安置されている。寺の中にはその最後を描いた殉職図も祀られている。